# Plouay
 Plouay  (en bretón Ploue) es una población y comuna francesa, situada en la región de Bretaña, departamento de Morbihan, en el distrito de Lorient y cantón de Plouay.

## Lugares y monumentos

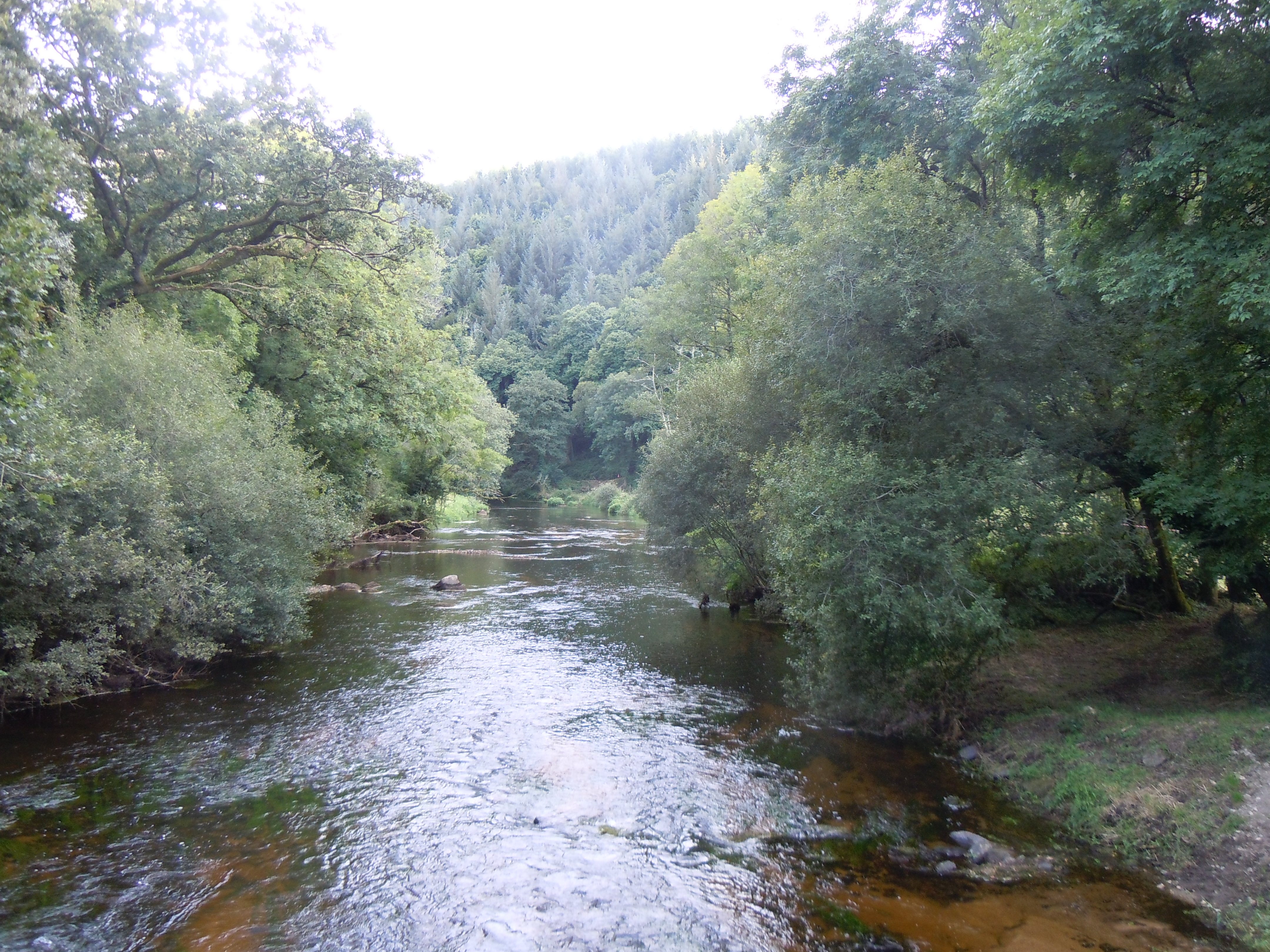
Valle del río Scorff.
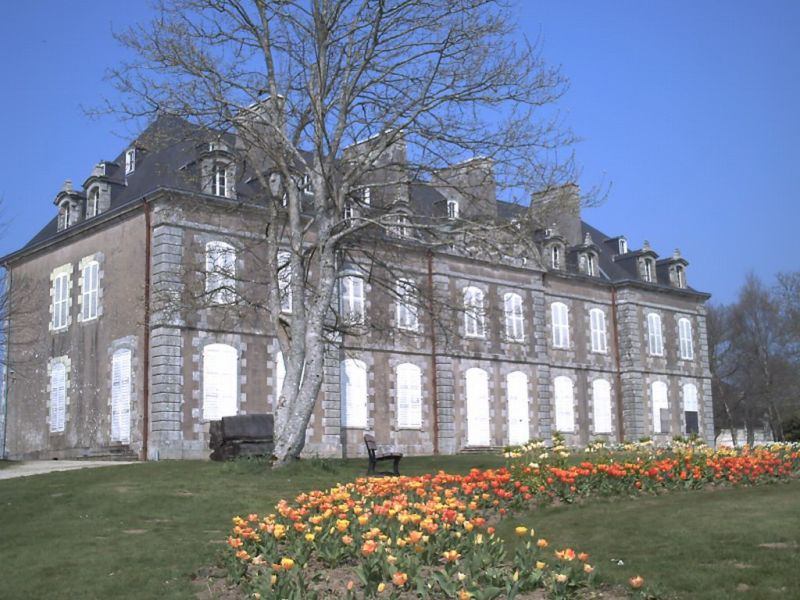
Castillo de Manéhouarn. Es una residencia aristocrática construida en el siglo XVIII y rodeada por un extenso parque.
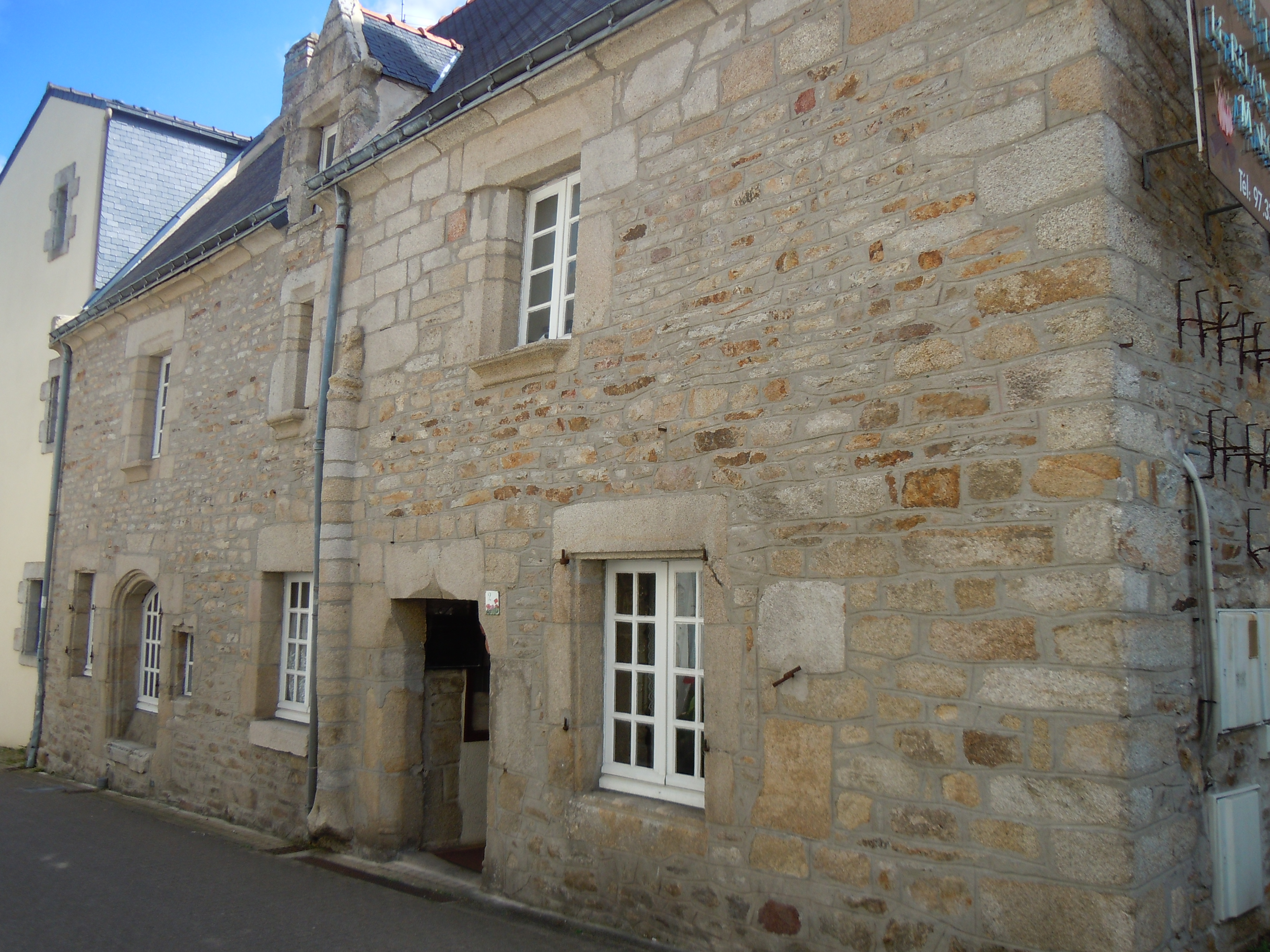
Casa del Marqués.

- Valle del río Scorff.
- Castillo de Manéhouarn.
- Casa del Marqués.

## Demografía
| 3964 | 3876 | 4053 | 4368 | 4834 | 4759 |
| Para los censos de 1962 a 1999 la población legal corresponde a la población sin duplicidades (Fuente: INSEE [Consultar]) |      |      |      |      |      |

## Deportes

### Ciclismo
Este municipio es célebre en el mundo del ciclismo por la celebración anual de la carrera ciclista Gran Premio de Plouay, perteneciente al selecto circuito UCI ProTour. Además se celebró en la localidad el Campeonato Mundial de Ciclismo en Ruta de 2000, en el que se impuso el letón Romāns Vainšteins.